# 臺灣觀光學院
臺灣觀光學院（英語：The Culinary Institute of Taiwan，CIT），為過去曾存在於花蓮縣壽豐鄉的一所技術學院。前身為1989年成立的「精鍾商業專科學校」，後於2006年改制為「臺灣觀光學院」，成為一所以觀光餐旅為教學主軸的私立技術學院。2017年起，因少子化影響，新生人數過低，經營困難，陸續進行科系停招、輔導學生轉學與校產清算等，最終於2021年9月1日停辦，2022年10月26日完成清算程序。

## 歷史
- 1989年6月15日，精鍾商業專科學校成立，設立國際貿易科、企業管理科、財政稅務科、會計科、觀光事業科等二年制專科。
- 1994年，電子資料處理科更名為"資訊管理科"。
- 1995年，增設不動產經營科。成立夜間部。
- 1997年，成立進修專校。
- 1997年6月11日，不滿校方強迫住校及收費過高，集體罷課抗爭，與校方簽署協議書達成十七項有關學費、改善宿舍環境和教學設施的共識。
- 2001年，3月，因董事會爆發弊端，並引發學生罷課抗議，爾後遭教育部接管。同年四月改選董事會。
- 2002年10月4日，獲准更名為臺灣觀光經營管理專科學校。
- 2003年，8月，原有商業類科僅保留應用外語科、資訊管理科，其餘科別整合為國際觀光企業科及觀光資產管理科。增設二專部旅館管理科、旅運管理科、休閒事業管理科、餐飲管理科。
- 2004年8月，停招國際觀光企業科、觀光資產管理科、應用外語科、資訊管理科。增設五專部觀光事業管理科。
- 2005年，增設中餐廚藝科、西餐廚藝科。
- 2006年8月1日，改制為臺灣觀光學院，並設立旅遊管理系。
- 2007年，二專部旅運管理科改名旅遊管理科。
- 2008年8月1日，五專部及進修專校之觀光事業科、餐飲管理科，整併為觀光餐旅科。停招進修部二專部各科。增設觀光餐旅系。
- 2009年，旅館管理系改名餐旅管理系。增設廚藝管理系。二專部中餐廚藝科、西餐廚藝科整併為廚藝管理科，並分設中餐組、西餐組。
- 2010年，榮獲教育部大專院校評鑑餐旅類第一名，並獲得遠見雜誌評比校園國際化第一名。增設旅館會展系。休閒事業系改名渡假休閒管理系。
- 2011年，停招旅館會展系。
- 2012年，渡假休閒管理系改名觀光休閒系；旅遊管理系改名觀光旅遊系。榮獲「遠見雜誌」大學聲望調查，全國大學教師間評比「學術聲望」技職院校全國第二名，「觀光類學校─家長滿意度」全國第三名。
- 2013年，增設觀光與餐旅管理研究所。
- 2014年，餐旅管理系改名旅館管理系。增設二專夜間部觀光休閒科、觀光旅遊科。
- 2015年，增設四技部銀髮族健康管理系。
- 2017年，因該校日間部只招收到74人，因此校方決定廚藝系以外其他六系停招，舊生可持續讀到畢業為止。[2]
- 2018年，學校由臺灣運動彩券公司接手經營，僅招收廚藝管理系、觀光餐旅系[3]。
- 2020年5月，台灣運彩公司以受到2019冠状病毒病疫情影響為由，決定停止捐資並退出台觀學院經營，董事會跟著改組，並處理職工欠薪問題[4]。
- 2020年，12月8日代理校長王燕軍宣布翌年停招不停辦[5]，同年12月8日申請自110學年度全面停招，教育部2021年1月11日核准。
- 2021年2月9日，學校董事會議討論後決議停辦。4月15日，停辦計畫提報教育部。[6]，5月24日線上會議全數同意建議申請停辦；教育部於6月1日召開審議會後安排學校在該年9月1日停辦[7]，未畢業學生多轉介至慈濟科技大學，少量轉至大漢技術學院與其他外縣市院校。
- 2022年1月4日，教育部同意解散臺灣觀光學院學校法人，5、6月走完法定清算程序；校地與校舍由國立空中大學接收，改為「三樂創生產業園區」（國立空中大學壽豐校區）。[8]同年10月26日，台灣觀光學院完成清算程序，剩餘財產全數捐贈國立空中大學，成為台灣第一所完成解散清算的學校財團法人[9]。
- 2024年8月，壽豐校區部分空間暫作為花蓮縣秀林鄉西寶國民小學臨時校舍（合約至2025年7月）。12月，國立空中大學校務會議通過將壽豐校區歸還給財政部國有財產署，後續報請教育部請求同意。

## 組織單位[10]
- 教學單位
  - 廚藝管理系（四技）
  - 觀光餐旅系（五專、四技進修部、夜二專、二專進修部、碩士）
- 行政單位
  - 校長室
  - 教務處
  - 學務處
  - 行政管理中心

## 知名校友
- 張美慧-花蓮縣議員
- 安以軒-演員

## 校歌影片介紹
- 臺觀院校歌影片 （页面存档备份，存于）

## 外部連結
- 官方网站
- 臺灣觀光學院的Facebook專頁
- YouTube上的臺灣觀光學院頻道